# Rivestimento lavorante

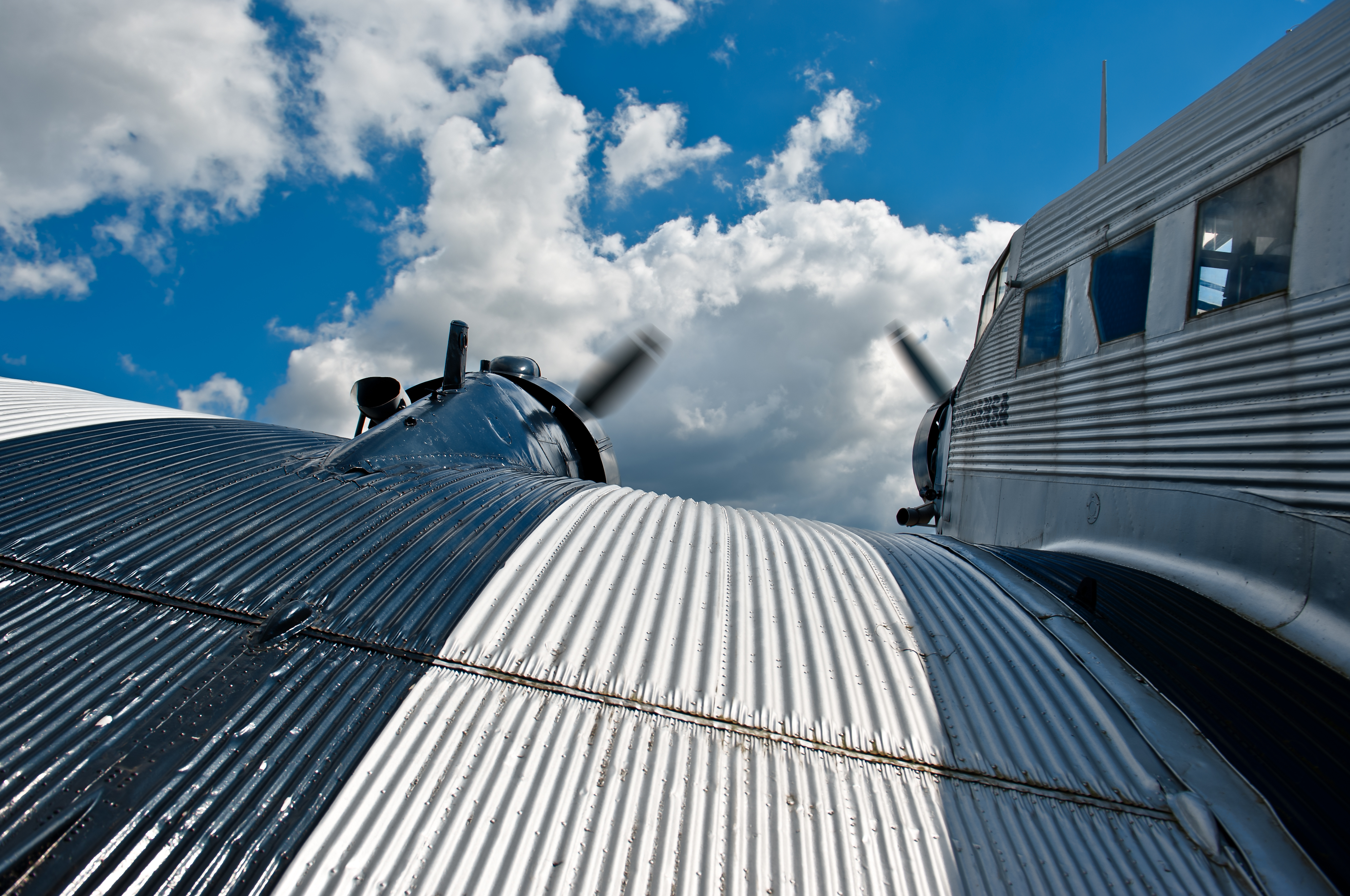
Il rivestimento in lamiera ondulata di un Junkers Ju 52. Gli aerei Junkers furono tra i primi, già a partire dalla fine della prima guerra mondiale, a impiegare soluzioni costruttive interamente metalliche con rivestimento lavorante.

In ambito ingegneristico, e in particolare nell'aviazione, nell'edilizia e nell'automobilismo, si definisce rivestimento lavorante (o resistente) quel tipo di copertura esterna di una struttura interna che assorbe parte dei carichi strutturali a cui la costruzione, nel suo complesso, è soggetta. In contrapposizione alle strutture in cui un rivestimento passivo è applicato a una struttura resistente, una struttura a rivestimento lavorante delega in parte al rivestimento esterno la funzione attiva di assicurare al tutto robustezza e rigidezza.

## Aviazione
In aviazione, l'impiego di rivestimenti lavoranti cominciò a diffondersi a partire dal periodo compreso tra la prima e la seconda guerra mondiale. I velivoli delle prime generazioni erano caratterizzati, in generale, da una costruzione basata su una struttura lignea resistente rivestita da tela verniciata; questo tipo di rivestimento svolgeva una funzione puramente aerodinamica: costituiva infatti le superfici portanti delle ali e le superfici di controllo degli impennaggi, contribuendo inoltre a ridurre la resistenza opposta all'avanzamento dalla fusoliera (la cui struttura altrimenti sarebbe rimasta scoperta), ma non svolgeva alcun ruolo strutturale. La graduale diffusione dapprima dei rivestimenti in legno compensato e poi, soprattutto, delle costruzioni interamente metalliche con rivestimenti a loro volta metallici consentì ai progettisti di aeroplani di demandare parte delle funzioni resistenti al rivestimento stesso, riducendo così il peso e la complessità delle strutture interne (ordinate, correnti, longheroni e centine) a cui il rivestimento è, comunque, vincolato. Un ulteriore vantaggio dei rivestimenti lavoranti (lignei o, più spesso, metallici) risiede nel fatto che essi, essendo per l'appunto rigidi, garantiscono una migliore aderenza della sezione delle ali al profilo alare voluto, migliorando l'efficienza delle superfici aerodinamiche.
Un rivestimento lavorante è tipicamente una componente essenziale delle strutture dette "a semiguscio", in cui i carichi sono assorbiti in parte dalla struttura interna e in parte dal rivestimento esterno; tale genere di strutture si colloca a metà strada tra quelle in cui il rivestimento è interamente passivo e le funzioni strutturali sono affidate esclusivamente alla struttura interna e quelle, dette "a guscio", in cui i carichi sono interamente assorbiti dal rivestimento esterno.

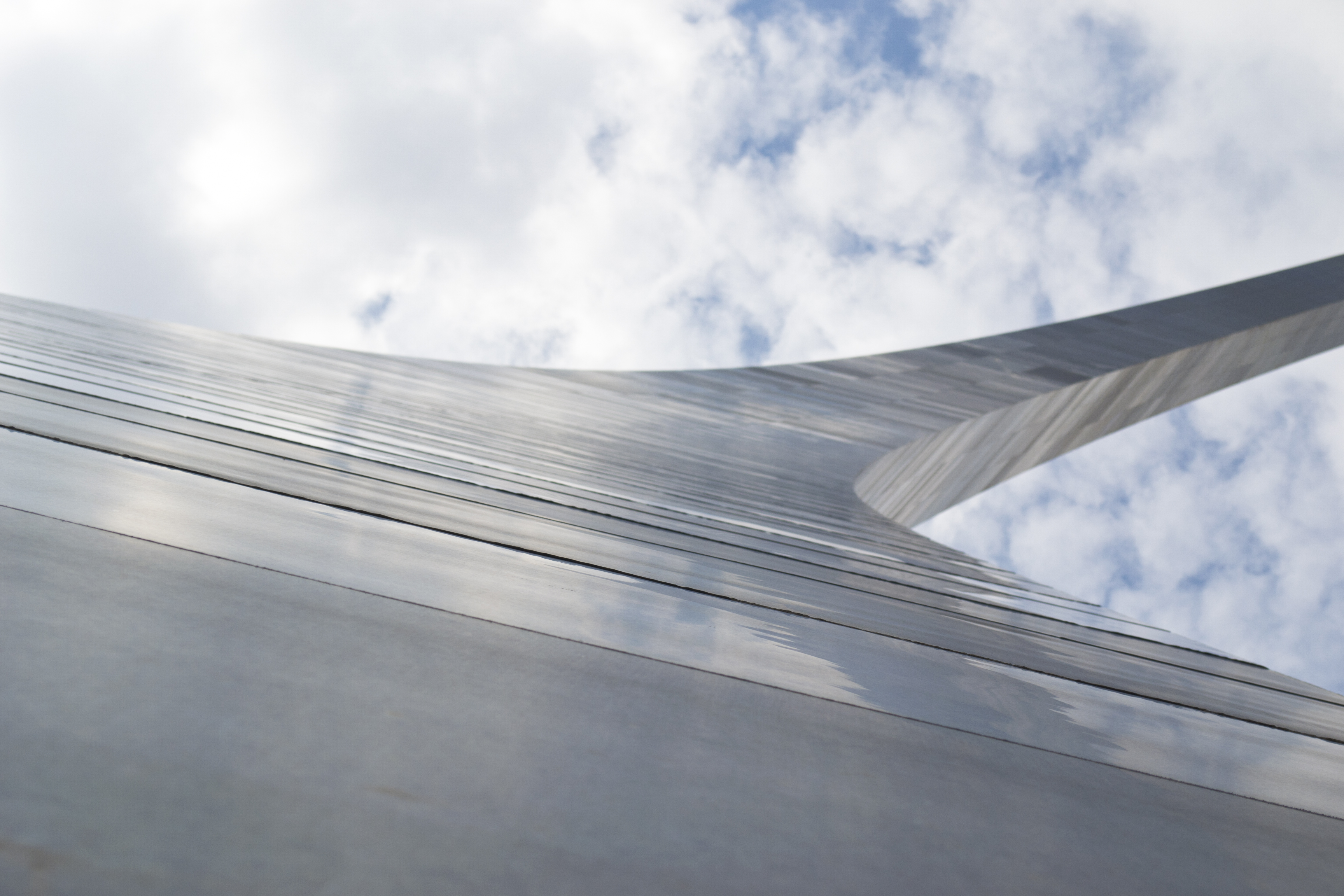
L'impiego di rivestimenti lavoranti in architettura è relativamente raro, se non per strutture – come il Gateway Arch di Saint Louis – nella costruzione delle quali si rende necessario per ragioni estetiche.

## Edilizia
In campo edilizio, in generale, l'impiego di strutture interne resistenti rivestite da coperture passive è più economico rispetto all'impiego di rivestimenti lavoranti come potrebbero essere muri o soffitti in cemento armato. Rivestimenti lavoranti sono cionondimeno utilizzati in alcune di quelle circostanze in cui si rendono necessari per ragioni di ordine estetico.

## Automobilismo
In ambito automobilistico le esigenze di leggerezza e robustezza che si manifestano in sede di progettazione dei veicoli, congiuntamente con la necessità di conservare uno spazio libero il più ampio possibile al loro interno, rendono spesso conveniente fare ricorso a strutture con rivestimento lavorante. Le strutture automobilistiche in cui gran parte dei carichi sono assorbiti da una struttura esterna resistente sono dette "a monoscocca", mentre nei casi in cui il rivestimento (comunque portante) è rinforzato da strutture interne si parla di strutture "a semimonoscocca".